# 日本専門店会連盟
協同組合連合会日本専門店会連盟（れんごうかいにほんせんもんてんかいれんめい）は、事業協同組合を会員とする協同組合連合会の一つである。通称「協同組合日専連」（きょうどうくみあいにっせんれん（NISSENREN））。

## 概要

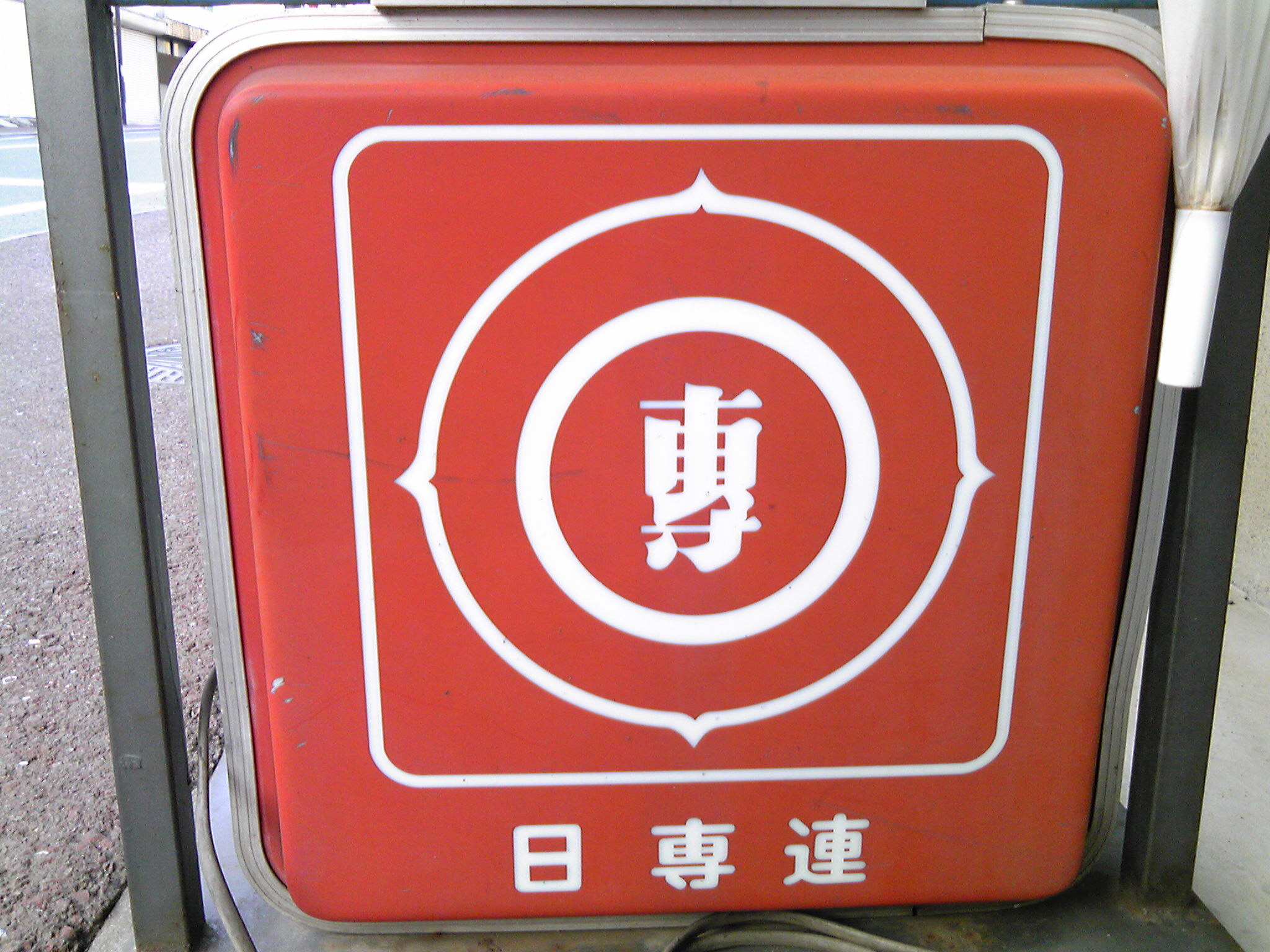
日専連のロゴマーク
画像は1世代前のもの

法人としての設立は1952年であるが、前身である「全日本専門店會聯盟」は、1936年に結成している。地区連合会（北海道・東北・首都圏・中央・西日本）に分け、その下部に地区連合支部、更にその下に各地の協同組合組織の会員である専門店会（単会）が置かれる。
地場商店の結びつきから日専連単会へ発展する構造のため、総合スーパーや量販店の進出が遅れ、商店会にプレゼンスのあった地方では1990年代前半までに発足した単会組織が多く存在するが、首都圏や近畿では単会が郊外都市など限定的に存在している地域が多く、地域によって馴染み深さに差がある。
主な事業としては、単会において会員商店間の連携を図る活動の他、ある程度の業容がある単会では地域の消費者を対象に、協同組合日専連の関連団体である株式会社日専連と提携し、「NISSENREN」ブランドの国際クレジットカードの事業を行っている（株式会社日専連ではJCBとDCブランドの開放カードを発行）。単会の一部ではNISSENRENギフトカードの発行、旅行代理店業務を行っている所がある。
しかしながら商店街・商店会の衰退や、NISSENRENカードのグレーゾーン金利でのキャッシング収益に依存していた単会では収益が悪化し、法的整理により事業継続を断念したり（日専連あきた、日専連静内など）、クレジットカード部門から撤退する団体（日専連富山など）も出始めている。

### 事業内容
- 各種セミナー開催、指導事業
- 調査研究・情報収集提供

## ロゴマーク
- 現在は円を中心に「N」を縁取ったロゴと「NISSENREN」の文字で構成されている。
- かつては円をモチーフにしたマークの中に「専」の文字を入れた○専（まるせん）マークが採用されていた。
  - 旧ロゴは1度細部がリファインされている。

## 会員
会員の数は、2020年5月現在で次の通りである。
- 正組合 - 38会
- 賛助会 - 15社

### 会員の一覧

#### 賛助会員
- 株式会社日専連紋別 （北海道紋別市）
- 株式会社日専連オホーツク網走 （北海道網走市）
- 株式会社日専連ニックコーポレーション （北海道北見市）
- 株式会社日専連旭川 （北海道旭川市）
- 株式会社日専連釧路 （北海道釧路市）
- 株式会社日専連ジェミス （北海道帯広市）
- 株式会社ニッセンレンエスコート （北海道札幌市中央区）
- 株式会社日専連パシフィック （北海道苫小牧市）
- 株式会社日専連ホールディングス （青森県青森市）
- 株式会社日専連パートナーズ （岩手県盛岡市）
- 株式会社日専連ライフサービス （宮城県仙台市青葉区）
- 株式会社日専連アクア （神奈川県川崎市川崎区）
- 株式会社日専連静岡 （静岡県静岡市葵区）
- 株式会社日専連ソニック （静岡県沼津市）
- 株式会社日専連ベネフル （福岡県北九州市小倉北区）
- シティックスカード株式会社 （福岡県福岡市中央区）
- 株式会社日専連ファイナンス （熊本県熊本市中央区）